# تختروان سفلي
تختروان سفلي (بالفارسية: تختروان سفلی) هي قرية تقع في أذربيجان الغربية في إيران. يقدر عدد سكانها بـ 30 نسمة بحسب إحصاء 2016.